# باول بيفر
باول بيفر (بالإنجليزية: Paul Beaver)‏ هو موسيقي أمريكي، ولد في 1926، وتوفي في 16 يناير 1975.

## روابط خارجية
- باول بيفر على موقع IMDb (الإنجليزية)
- باول بيفر على موقع ميوزك برينز (الإنجليزية)
- باول بيفر على موقع أول ميوزيك (الإنجليزية)
- باول بيفر على موقع ديسكوغز (الإنجليزية)